# (26707) Navrazhnykh
(26707) Navrazhnykh est un astéroïde de la ceinture principale.

## Description
(26707) Navrazhnykh est un astéroïde de la ceinture principale. Il fut découvert le 26 mars 2001 à Socorro (Nouveau-Mexique) par le projet LINEAR. Il présente une orbite caractérisée par un demi-grand axe de 2,37 UA, une excentricité de 0,14 et une inclinaison de 3,8° par rapport à l'écliptique.

## Compléments